# 东孙庄镇
东孙庄镇，原为孙庄乡，是中华人民共和国河北省衡水市武强县下辖的一个乡镇级行政单位。2018年12月撤乡设镇。区划代码改为131123103。

## 行政区划
东孙庄镇下辖以下地区：
刘南召什村、合立村、铁匠庄村、西北召什村、南新兴村、北新兴村、西复兴村、东复兴村、南堤南村、北堤南村、西王庄村、大王庄村、耿庄村、北孙庄村、东孙庄村、孙孟寺村、古坛村、皇甫村、任庄村、张法台村、东唐旺村、西五祖寺村、东五祖寺村、庄窝头村和陈庄村。